# Miyagawa Chōki
Miyagawa Chōki (宮川長亀?; fl. XVIII secolo) è stato un pittore giapponese, rappresentante del genere ukiyo-e.

## Biografia

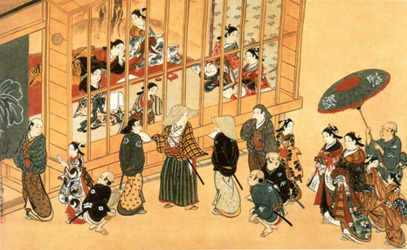
Prostitute in mostra in un harimise

Fu uno degli allievi principali di Miyagawa Chōshun, del quale seguì pedissequamente le orme nella rappresentazione della figura femminile, sempre mantenendo un livello qualitativo molto alto. Fu, come il suo maestro, esclusivamente pittore.